# الساحل الوسط شمالي (فيتنام)

خريطة توضح منطقة باك ترونغ بو (وسط الشمال) في فيتنام

باك ترونغ بو ( المنطقة الوسط شمالية ) وتترجم عادةً إلى الساحل وسط شمال وهي منطقة من مناطق فيتنام. وتتكون من 6 محافظات وهي ها تنه و ني أن و كوانغ بنه و كوانغ تشي و تان هوا و تهوا تهين هويه. أخر محافظتين كانتا جزء من شمال المنطقة الجنوبية لفيتنام حتى عام 1975.

## المحافظات
| م  | المحافظة                                 | المركز الاداري      | المساحة (كم²) | التعداد   | الكثافة (/كم²) | % النسبة |
| -- | ---------------------------------------- | ------------------- | ------------- | --------- | -------------- | -------- |
| 24 | محافظة ها تنه - Hà Tĩnh                  | ها تنه - Hà Tĩnh    | 6,026.5       | 1,227,038 | 203.6          | 14.9     |
| 25 | محافظة ني أن - Nghệ An                   | فينه - Vinh         | 16,498.5      | 2,912,041 | 176.5          | 12.9     |
| 26 | محافظة كوانغ بنه - Quảng Bình            | دونغ هاي - Đồng Hới | 8,065.3       | 844,893   | 104.8          | 15.0     |
| 27 | محافظة كوانغ تشي - Quảng Trị             | دونغ ها - Đông Hà   | 4,760.1       | 598,324   | 125.7          | 27.4     |
| 28 | محافظة تان هوا - Thanh Hóa               | تان هوا - Thanh Hóa | 11,136.3      | 3,400,595 | 305.4          | 10.4     |
| 29 | محافظة تهوا تهين هويه - Thừa Thiên - Huế | هوية - Huế          | 5,065.3       | 1,087,420 | 214.7          | 36.0     |

## التاريخ
6 من محافظات الشمال كانت تحت سيطرة شمال فيتنام الشيوعية. أثناء الوجود الأمريكي.

## الثقافة
المنطقة توجد بها 3 مواقع من أجمالي المواقع السبعة المصنفة من قبل اليونيسكو كمواقع تراث عالمي . وهي متنزه فونك نها - كه بانغ القومي ومجمع هيو للأثار وقلعة سلالة هو .

## الأقتصاد
منطقة باك ترينغ بو تعتبر ثاني أقل دخل للفرد في الدولة وتأتي بعد منطقة شمال غرب فيتنام في دخل الفرد من إجمالي الناتج القومي.

## الديموغرافية
يقدر دخل المنطقة بما يعادل 902,900 دونغ فيتنامي بمقارنته بدخل الدولة الذي يبلغ 1,387,200 دونغ فيتنامي في عام 2010.
تبلغ نسبة الأسر التي تملك منزل دائم في الساحل الوسط شمالي 75.6% مقارنة بنسبة 49.2% للدولة لعام 2010.
حجم الأسر في الساحل الوسط شمالي هو 3.94 لعام 2010.
نسبة السكان البالغ أعمارهم من 15 سنة وأكبر والذين يذهبون إلى التعليم كالأتي:
- لم يذهب للمدرسة 5.2% .
- تعليم ابتدائي 19.3% .
- تعليم ثانوي متقدم 33.1%.
- تعليم ثانوي متأخر 17.3%.
- تعليم كلية وجامعة 5.2% .
- تعليم ماجستير ودكتوراة 0.1%

حسب عام 2010.
نسبة السكان البالغ أعمارهم من 15 وأكبر العمالين في الصناعات كالاتي:
- الزراعة 59.9% .
- التحريج 2.1% .
- صيد السمك 1.8% .
- الصناعة 7.5% .
- أعمال البناء 6.6% .
- التجارة 7.7% .
- الخدمات 14.5% .

حسب عام 2010 .